# Ganges Cavus

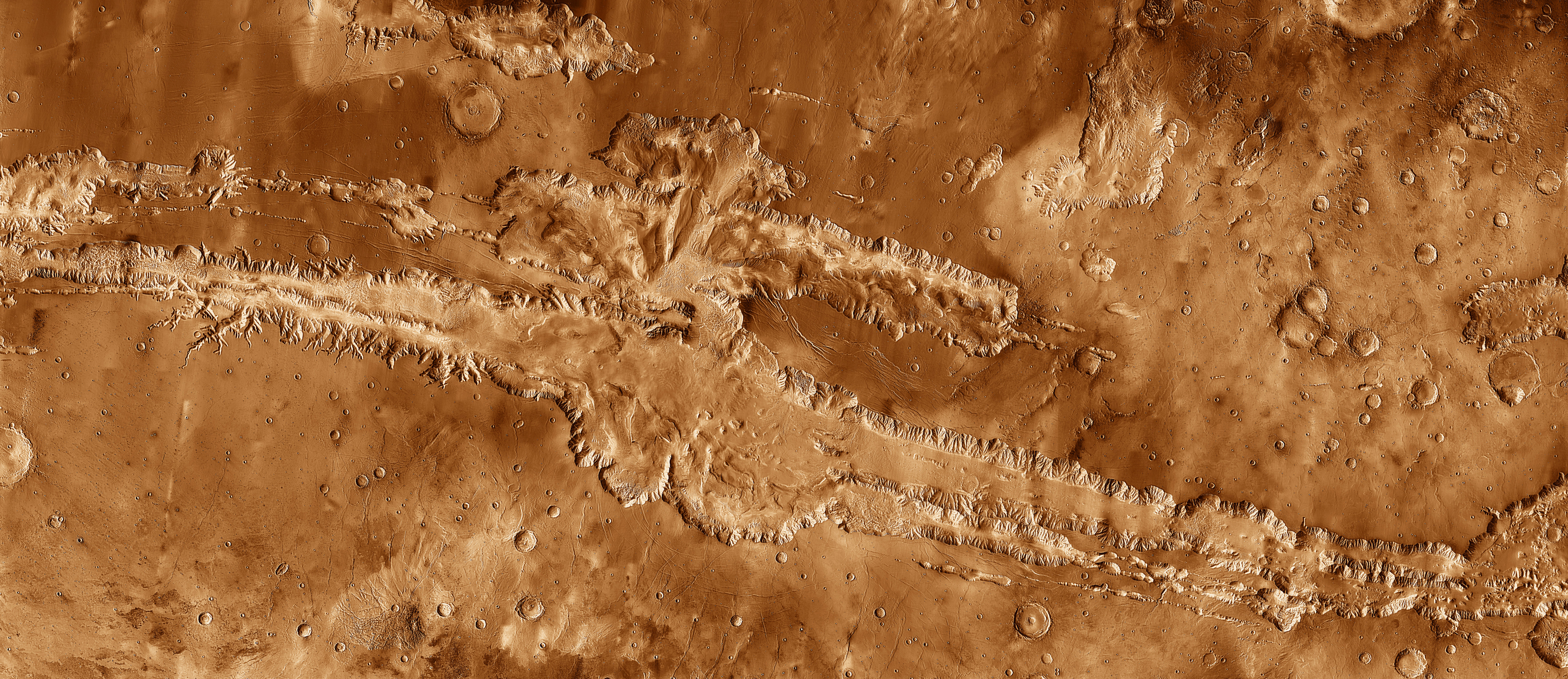
Ganges Cavus

Ganges Cavus és una formació geològica de tipus cavus a la superfície de Mart, localitzada amb el sistema de coordenades planetocèntriques a -9.82 ° latitud N i 308.91 ° longitud E, que fa 43.11 km de diàmetre. El nom va ser aprovat per la UAI l'any 2006 i fa referència a una característica d'albedo.